# Séamus Coleman
Séamus Coleman (Killybegs, l'11 d'octubre de 1988) és un futbolista irlandès que juga com a lateral dret amb l'Everton FC i la selecció irlandesa.